# 1988년 하계 올림픽 가나 선수단
1988년 하계 올림픽 가나 선수단은 1988년 9월 17일부터 10월 2일까지 대한민국 서울에서 열린 1988년 하계 올림픽에 참가했다.

## 출전 선수
| 종목 | 남자 | 여자 | 전체 |
| ---- | ---- | ---- | ---- |
| 육상 | 6    | 5    | 11   |
| 복싱 | 4    | –    | 4    |
| 탁구 | 0    | 1    | 1    |
| 전체 | 10   | 6    | 16   |

## 같이 보기
- 올림픽 가나 선수단